# Viktor Đerek
Viktor Đerek (Split, Croàcia, 2000) és un artista croata.
El primer interès per la fotografia va començar als 9 anys, quan va participar en les classes de fotografia. Aleshores, Đerek va començar a viatjar amb el seu avi mentre es fotografiava i els col·locava a la pàgina d'allotjament de Flickr. El 2012 es va graduar a l'escola de música de l'Escola d'Art Luka Sorkočević. A mitjan 2013, Đerek va dirigir, produir i realitzar el seu primer curtmetratge documental - Fairy Tale Croatia.
És activista de drets humans. Treballa amb organitzacions de drets humans com la Born This Way Foundation i la Human Rights Campaign.